# Willinger Berg
Der Willinger Berg ist ein 502,1 Meter hoher Berg im Ilm-Kreis (Thüringen).
Er ist ein nach Südwesten bereits weitgehend vom Buntsandstein des Paulinzellaer Vorlandes umgebener, südwestlicher Muschelkalk-Zeugenberg der Ilm-Saale-Platte auf der Verlängerung des Südostablegers der Reinsberge im nordöstlichen Vorland des Thüringer Waldes und überragt seine Umgebung um etwa 100 Höhenmeter. Benannt ist er nach dem Dorf Willingen an seinem Fuße. Markant ist er in der Landschaft durch seine Doppelspitze.
Der Willinger Berg ist hauptsächlich mit Buchen bewaldet, ein 83,8 Hektar großes Naturschutzgebiet (teilweise sogar als Totalreservat) wurde ausgewiesen.
Der Willinger Berg liegt auf der Wasserscheide zwischen Ilm und Unstrut. In seiner Umgebung liegen Neuroda im Westen, Traßdorf im Süden, Griesheim im Osten und Oberwillingen, Niederwillingen und Behringen im Norden. Unmittelbar westlich des Berges verläuft die A 71, von der aus sich ein guter Blick auf den Willinger Berg eröffnet.